# Palín (Guatemala)
Palín è un comune del Guatemala facente parte del dipartimento di Escuintla.
Il comune venne istituito sulla base di un decreto legislativo divenuto esecutivo il 2 maggio 1935.